# Epicypta simplex
Epicypta simplex är en tvåvingeart som beskrevs av Wu 1995. Epicypta simplex ingår i släktet Epicypta och familjen svampmyggor.
Artens utbredningsområde är Zhejiang (Kina). Inga underarter finns listade i Catalogue of Life.